# Pogonocherus sturanii
Pogonocherus sturanii là một loài bọ cánh cứng trong họ Cerambycidae.